# New Zealand State Highway 26
Der New Zealand State Highway 26 (auch State Highway 26 oder in Kurzform SH 26) ist eine Fernstraße von nationalem Rang auf der Nordinsel von Neuseeland.

## Strecke
Südlich von Thames bei der kleinen Ortschaft Kopu am östlichen Ufer des Waihou River zweigt der SH 26 vom New Zealand State Highway 25 ab und führt in südöstlicher Richtung bis nach Paeroa. Dabei liegt die Coromandel Range im Osten, die Hauraki Plains im Westen. Bei Paeroa kreuzt der New Zealand State Highway 2 in Richtung Waihi an der Schneise zwischen der Coromandel und Kaimai Range. Der SH 26 folgt der Kaimai Range in südlicher Richtung bis Te Aroha. Dort knickt er nach Südwesten ab, überquert Piako und Waitoa River, durchläuft Morrinsville und endet im Südwesten von Hamilton am New Zealand State Highway 1.